# 에누리닷컴
에누리닷컴(영어: Enuri)은 대한민국의 가격 비교 사이트이다. 대한민국 모든 쇼핑몰에서 취급하는 여러 상품의 가격을 비교하고, 상품 정보 등을 제공한다.

## 주요 서비스
- 에누리 가격비교
- 에누리 여행
- 에누리 자동차
- 에누리 자동차 보험비교
- 에누리 쇼핑지식
- 에누리 구매가이드
- 이커머스 데이터 서비스
  - 표준 상품 정보 서비스(mcss)
  - 최저가 추이 구독 서비스
  - 소비자 구매이력 분석 서비스(MIRS)

## 기타
- 공정거래위원회와 한국소비자원이 2014년 가격 비교 사이트의 정보 정확성을 조사하였는데, 에누리닷컴의 가격 정확도는 100%, 클릭한 상품이 실제 구매로 연결 가능한 경우는 93.1%로 나타났다[1].